# 布龙佐
布龙佐（意大利语：Buronzo），是意大利北部皮埃蒙特大区韦尔切利省的一个市镇。人口922(2010年12月31日)。